# Miller Genuine Draft
A Miller Genuine Draft sört a Miller Brewing Co. amerikai sörgyár hozta forgalomba. A Millert a Heineken forgalmazza/gyártja. A Miller Genuine Draft világos sört 1986-ban kezdték gyártani, ma a világ száz országában kapható.

## Jellemzői
Lágyságát a hideg szűréssel érik el. A cold filtering lényege: a meleg sörlét 35 Celsius-fokra hűtik, és a négyszeres szűrési folyamattal fagypont közeli hőmérsékletig hűtik tovább. Az utolsó szűrési fázisban a jéghideg sörlevet porózus kerámiaszűrőn folyatják keresztül, amelynek segítségével eltávolítják az összes szennyeződést. A szűrt sört sterilizált üvegekbe és dobozokba, illetve hordókba töltik, így biztosítva a pasztörizálatlan sör eltarthatóságát. Összetevői: víz, árpamaláta, maltózszirup, komló, komlókivonat. Alkoholtartalma 4,7%. A sört 0,33 literes üvegben hozzák forgalomba.
Olyan komlófőzési technológiát alkalmaznak, amely lehetővé teszi, hogy átlátszó üvegbe lehessen palackozni a sört, annak minőségi károsodása nélkül.

## Külső hivatkozások
- A Miller hivatalos oldala
- Miller a Dreher-portálon